# Mariner–4
A Mariner–4 az amerikai Mariner-program negyedik űrszondája. 1964-ben az optimális pályapozíciót, indítási ablakot kihasználva indította a NASA a Marshoz. A műszertartályt 138 000 alkatrészből állították össze. A Mariner–4 volt az első olyan űreszköz, amely másik bolygó felszínét sikeresen lefényképezte.

## Küldetés

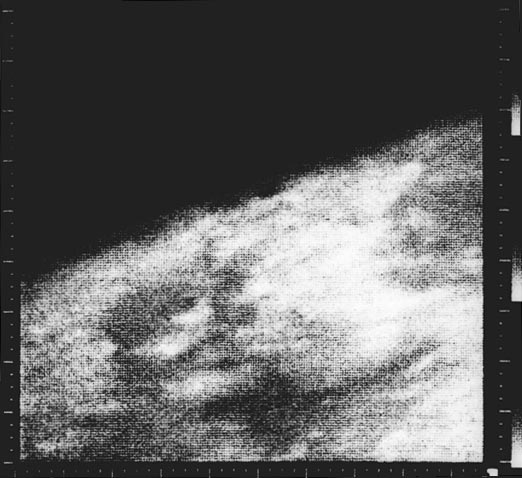
A Marsról készült első közelkép

A Mariner–4 1964. november 28-án indult a floridai Cape Canaveral űrközpontból. Pályáját 1964. december 5-én korrigálták. 1965. július 14-én közelítette meg a Marsot. 13 300 kilométer távolságban kezdte meg a fényképezést. 24 perc alatt 21 felvételt készített. Közben 9800 kilométerre közelítette meg a felszínt. Ezek voltak az első közeli fényképek a vörös bolygó felszínéről. A képek továbbítására egy 10 watt teljesítményű televízióadó-berendezés szolgált. Egy kép továbbításához nyolc órára volt szükség. A képek a nagy távolság és a kis teljesítményű adóberendezés miatt nem voltak teljesen tiszták. Az adóvevő berendezés a földi parancsokat vette, az adó pedig a kutatási eredményeket továbbította. A képek alapján a Mars felszíne hasonlít a Holdéhoz. Sok kráter található ott, melyek meteorit becsapódások során jöttek létre. A következő napokban ezeket a képeket a szonda visszasugározta a Földre, majd továbbhaladt a kisbolygóöv irányába. A pasadenai műszaki egyetem olyan elektronikus eljárást dolgozott ki, amely a felvételek minőségét eredményesen javította. A Mariner–4 1967 végéig küldött adatokat.
Újabb elemzések alapján elképzelhető, hogy egy üstökösmag szétesése miatt létrejött meteorraj tagjai találták el 1965-ben a Mariner–4-et.

## Tudományos célok
- A bolygóközi tér vizsgálata (mágnesesség, sugárzási szint, atmoszféra összetétele, színképelemzés)
- Az első közeli felvételek a Mars felszínéről
- Rádiókísérletek a légkör tanulmányozására